# Zlatorog Arena
Die Zlatorog Arena (slowenisch Dvorana Zlatorog) ist eine Mehrzweckhalle in der drittgrößten slowenischen Stadt Celje. Die Halle ist die Heimspielstätte des Handballclubs RK Celje, slowenischer Rekordmeister, aus der Državna rokometna liga, der höchsten Handball-Spielklasse des Landes. 

## Geschichte
Am 3. Oktober 2002 beschloss der Stadtrat von Celje den Bau der Halle. Sie sollte für die Handball-Europameisterschaft der Männer 2004 erbaut werden. Die Grundsteinlegung fand am 16. April 2003 statt und im Dezember des Jahres, nach nur rund acht Monaten Bauzeit, wurde die Zlatorog Arena eröffnet. Sie bietet eine Fläche von 10.000 m² und ist Teil des Sportparks Celje (slowenisch Športnem parku Celje). Auf den Rängen stehen 4900 Holzklappsitze für die Besucher zur Verfügung sowie weitere Hilfstribünen auf der Galerie. In der ersten Etage befinden sich die Büros des RK Celje. Der Bau bietet u. a. vier bzw. sechs Umkleidekabinen für die Sportler, Räumlichkeiten für Ärzte, Physiotherapeuten, Dopingkontrolle, Schiedsrichter und Journalisten. Sie besitzt ein modernes Pressezentrum. In der Halle sind viele Ballsportarten möglich, neben dem Handball, z. B. Basketball, Kleinfeldfußball, Volleyball, Turnen, Kampfsport oder ähnliche Veranstaltungen. Um die Sportarena stehen 600 Parkplätze bereit. Der Bau aus Stahlbeton wird von 80 × 80 cm dicken Pfeilern, vom Fundamentbalken bis zum Dach in einem Abstand von zehn Metern, gestützt. Die Dachfläche beträgt 5500 m². Die Fassade, mit vielen Glasflächen an der Front, wurde vorgefertigt. Unter der Hallendecke ist ein Videowürfel aufgehängt. Maximal bietet sie 5191 Zuschauerplätze. Das Spielfeld besteht aus Parkett. Die Hallenbeleuchtung kann von 1200 bis 1500 Lux Beleuchtungsstärke geregelt werden. Die Höhe der Halle liegt bei 16 m.
Die Dvorana Zlatorog war Spielort der Handball-Europameisterschaft der Männer 2004. Dort wurden die Partien der Gruppe C und Begegnungen der Hauptrunde (Gruppe I) ausgetragen. Des Weiteren war die Gruppe C der Basketball-Europameisterschaft 2013 mit Gastgeber Slowenien in Celje beheimatet. 2022 ist die Zlatorog Arena als eine von fünf Spielstätten der Handball-Europameisterschaft der Frauen in Slowenien, Nordmazedonien und Montenegro vorgesehen. Im Jahr darauf ist die Basketball-Europameisterschaft der Damen 2023 in Slowenien und Israel geplant. Insgesamt sind vier Spielorte eingeplant, davon drei Hallen in Slowenien plus der Menora Mivtachim Arena in Tel Aviv-Jaffa. Neben der Arena Stožice in Ljubljana und der Arena Bonifika in Koper steht die Zlatorog Arena auf der Liste.